# Запільська сільська рада (Вітебський район)
55°30′26″ пн. ш. 30°46′32″ сх. д. / 55.50722° пн. ш. 30.77556° сх. д.
Запі́льська сільська́ ра́да (біл. Запо́льскі сельсавет) — адміністративно-територіальна одиниця у складі Вітебського району, Вітебської області Білорусі. Адміністративний центр сільської ради — село Запілля.

## Розташування
Запільська сільська рада розташована на півночі Білорусі, на північному сході Вітебської області, в північно-східному напрямку від обласного та районного центру Вітебськ, на кордоні із Росією.
Найбільша річка, яка протікає територією сільради, зі сходу на захід — Західна Двіна та її права притока Усв'яча (100 км). Великих озер, площею більше 0,1 км², на території селищної ради немає. Більша частина території сільської ради вкрита лісами, значна частина яких, особливо у південно-східній частині — заболочена.

## Історія
Сільська рада була утворена 20 серпня 1924 року у складі Суразького району Вітебської округи (БРСР). 26 липня 1930 року округа була ліквідована і рада у складі Суразького району перейшла у пряме підпорядкування БРСР. З 20 лютого 1938 року, після утворення Вітебської області (15 січня 1938), разом із Суразьким районом, увійшла до її складу. 20 січня 1960 року Суразький район був ліквідований, а сільська рада увійшла до складу Вітебського району.

## Склад сільської ради
До складу Запільської сільської ради входить 31 населений пункт:
| - Запілля — село. - Бентяї — село. - Березівка — село. - Галинове — село. - Дем'яхи — село. - Дрозди — село. - Засілок — село. - Захаренки — село. - Кабани — село. - Козакове — село. - Калинка — село. - Ковалеве — село. - Коньки — село. - Марковичі — село. - Низькобірря — село. - Новоолександрівка — село. | - Новосілки — село. - Папоротне — село. - Партизанівка — село. - Поріччя — село. - Прудники — село. - Пудоть — село. - Пунище — село. - Пуховичі — село. - Сапрани — село. - Сиб'яки — село. - Тарасенки — агромістечко. - Харпеничі — село. - Храпаки — село. - Щипечі — село. - Шлики — село. |